# مارثا جرينهاوس
مارثا جرينهاوس (بالإنجليزية: Martha Greenhouse)‏ هي ممثلة أمريكية، ولدت في 14 يونيو 1921 في أوماها في الولايات المتحدة، وتوفيت في 5 يناير 2013 في مانهاتن في الولايات المتحدة بسبب مرض.

## وصلات خارجية
- مارثا جرينهاوس على موقع IMDb (الإنجليزية)
- مارثا جرينهاوس على موقع قاعدة بيانات برودواي على الإنترنت (الإنجليزية)
- مارثا جرينهاوس على موقع قاعدة بيانات الفيلم (الإنجليزية)